# Fluchtvereitelung
Der Begriff Fluchtvereitelung fasst alle Maßnahmen zur Verhinderung von Flucht zusammen. Man kann dabei danach unterscheiden, wer die Flucht zu verhindern sucht.
Versucht ein Staat, seine Untertanen an der Flucht zu hindern, so geschieht das durch ein entsprechend ausgebautes Grenzregime wie etwa Sperrzonen, Grenzkontrollen, Grenzschutzanlagen und durch Schießbefehl wie zum Beispiel von Seiten der DDR. An die Stelle eines Schießbefehls können allerdings auch Abschussprämien für die Tötung von Flüchtlingen treten.
Versucht ein Staat, illegale Einreise von Flüchtlingen zu verhindern, so spricht man von Fluchtabwehr. Diese geschieht ebenfalls durch Grenzkontrollen und Grenzschutzanlagen.